# Fidelio
Fidelio (z latiny fidelis = věrný), je opéra à sauvetage (česky:   osvobozovací opera) o dvou dějstvích německého skladatele Ludwiga van Beethovena (Op. 72). V původní verzi měla dějství tři a jmenovala se Leonora. Skladatel ji později několikrát přepracoval. Libreto napsali Joseph Sonnleithner, Stephan von Breuning a Georg Friedrich Treitschke. Předlohou jim byla opera Léonore ou L’amour conjugal (Leonora aneb manželská láska) z roku 1798, jejíž libreto napsal Jean Nicolas Bouilly a hudbu složil Pierre Gaveaux. Bouillyho libreto bylo ovšem také podkladem pro operu Ferdinanda Paëra Leonora (1804), a pro dílo Johanna Simona Mayra L’amor coniugale (1805).
Původní tříaktová verze opery měla premiéru v divadle Na Vídeňce (Theater an der Wien) ve Vídni dne 20. listopadu 1805. Následujícího roku ji Stephan von Breuning úpravou libreta zkrátil na dvouaktovou verzi. Po dalších změnách libreta provedených Georgem Friedrichem Treitschkem vznikla finální verze, poprvé uvedená ve vídeňském divadle U Korutanské brány (Kärntnertortheater / Theater am Kärntnertor) dne 23. května 1814. Fidelio je jediná Beethovenova opera.
Libreto, zčásti s mluvenými dialogy, vypráví příběh Leonory, kterak v přestrojení za vězeňského dozorce jménem Fidelio zachrání svého manžela, politického vězně Florestana před smrtí v žaláři. Bouillyho scénář, příběh osobní oběti, hrdinství a konečného triumfu, vyhovoval Beethovenově estetickému a politickému cítění. Základní téma boje za svobodu a spravedlnost, zrcadlící dobová politická hnutí v Evropě, bylo typickým pro Beethovenovo střední tvůrčí období. Mezi nejznámější čísla opery patří „Vězeňský sbor“ (O welche Lust), óda na svobodu zpívaná sborem politických vězňů, Florestanova vize Leonory, přicházející jako anděl, který ho zachrání, a scéna, ve které se nakonec záchrana odehrává. Finále oslavuje Leonořinu statečnost střídajícími se zpěvy sólistů a sboru.

## Vznik opery
Beethoven pracoval na svém díle od roku 1803, zároveň se skicami ke 4. symfonii, ke 4. klavírnímu koncertu a k Trojkoncertu. Kladl na toto dílo obrovský důraz, několikrát ho přepracoval. Dokonce pro každé přepracování vytvořil novou předehru. První dvě zpracování opery odborná kritika nepřijala příliš pozitivně, až třetí přepracování bylo při premiéře, kterou si skladatel dirigoval sám, přijato bouřlivým potleskem.
Bouillyho libreto bylo však také podkladem pro operu Ferdinanda Paëra, Leonora (1804) a pro dílo Simona Mayra, L’amor coniugale (Manželská láska) z roku 1805. Jméno pochází ze Shakespearovy romance Cymbelin, kde královská dcera Imogen má v mužském převleku rovněž jméno Fidelio a stejně jako v Beethovenově opeře překonává všechny překážky a zachovává věrnost svému muži, kterého král Cymbelin poslal do vyhnanství.

### Osvobozovací opera a historické pozadí
Beethoven měl komponovat operu na objednávku barona Petra von Brauna (1758–1819), který v té době působil jako ředitel divadla Na Vídeňce. Původně začal komponovat podle libreta Emanuela Schikanedera na operu Vesta's Feuer (Vestin oheň). Složil však jen jednu scénu (čtyři výstupy) a potom libreto Schickanederovi vrátil. Později se rozhodl složit operu v žánru osvobozovací opery (opéra à sauvetage), která byla ve Francii oblíbená během Francouzské revoluce koncem 18. a na počátku 19. století, a ve které je hlavní hrdina konfrontován se smrtelným nebezpečím a posléze zachráněn. V ní Beethoven viděl možnost vyjádřit záchranou nevinného hrdiny zásady politické svobody, spravedlnosti a bratrství, namířené proti každé tyranii. Libreto od Jeana Nicolase Bouillyho pro operu Léonore ou L'amour conjugal, které bylo podkladem pro Beethovenovo Fidelio, údajně vycházelo z pravého příběhu madame de Tourraine, která v převlečení za muže osvobodila svého manžela z jakobínského zajetí v Tours. Za první osvobozovací opery jsou považovány Les rigueurs du cloître (Drsnost kláštera) Henriho Montana Bertona z roku 1790 a Cherubiniho Lodoiska z roku 1791. Nejslavnějším příkladem je ale Fidelio.

### Geneze Leonory | Fidelia

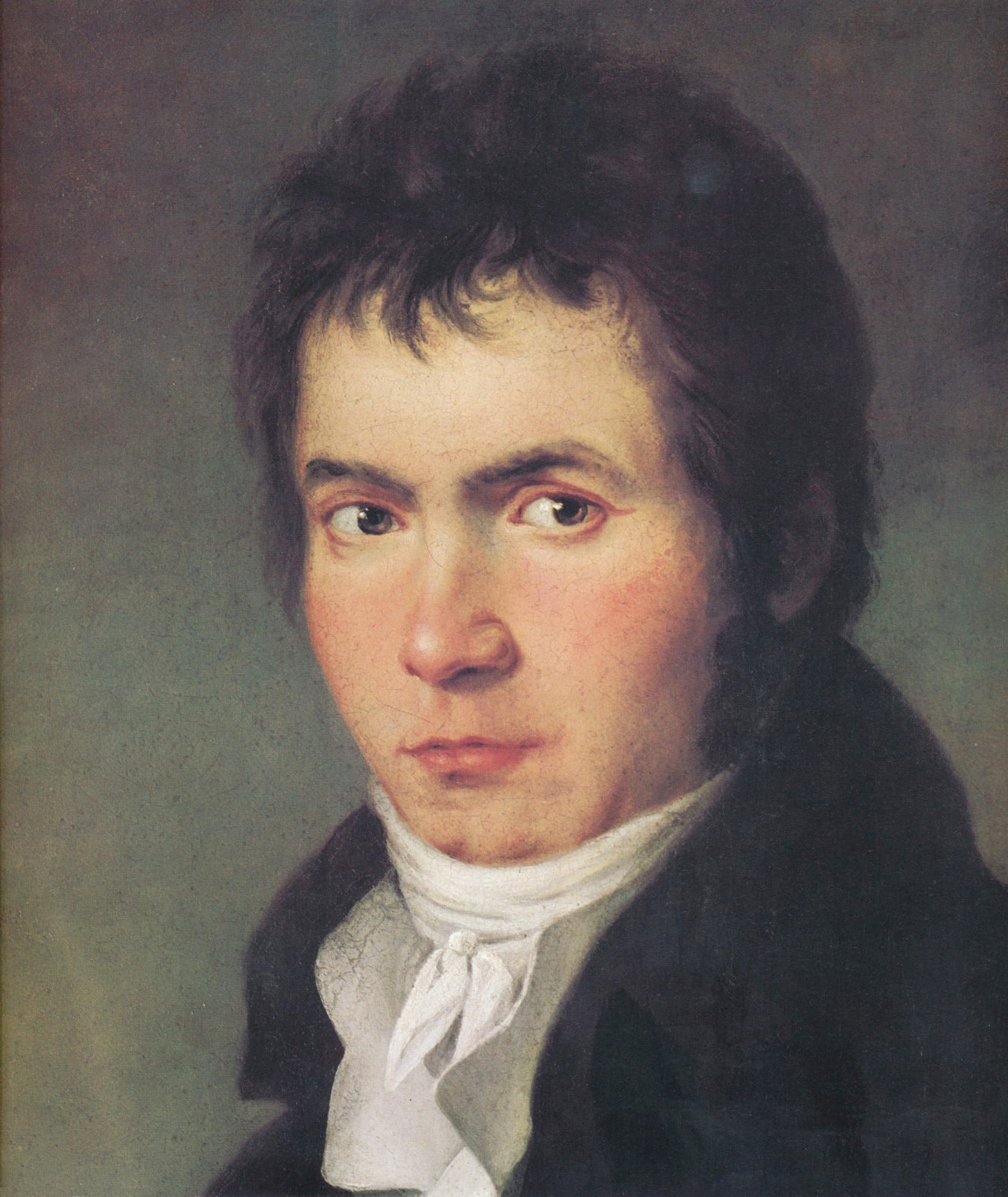
Beethoven v roce 1804 nebo 1805, portrét od Josepha Willibrorda Mählera

Německý překlad Bouillyho libreta dostal Beethoven od svého přítele Josepha Sonnleithnera někdy v roce 1803, kdy pravděpodobně vznikají první skici. Apoteóza manželské lásky a věrnosti a idea spravedlnosti a všelidského bratrství musely Beethovena okamžitě oslovit. Příběh velkého hrdinství, příběh o ženě, která pro záchranu svého manžela svede neohrožený boj se zlosynem a závěrečný triumf spravedlnosti nad zlem, to byla témata, která souzněla s tehdejší politickou situací a bojem za svobodu i s Beethovenovými životními názory. Toto poselství opery je hudebně vyjádřeno s takovým mistrovstvím, že dodnes oslovuje diváky.
Sonnleithner v podstatě zachoval Bouillyho francouzský originál, který doplnil o další výstupy, jako jsou kvartet ve věznici, obě finále nebo pěvecká čísla s Pizarrem (ten je u Bouillyho mluvenou rolí). Původní dvouaktové libreto Sonnleithner upravil na dějství tři. Celé třetí dějství se odehrávalo ve vězeňské kobce.
Hlavní práce na opeře probíhaly po celý rok 1804. Beethoven popsal čtyři skicáře (dochovaly se druhý a třetí), které dokládají skladatelův zápas o hudební podobu díla. Pracoval velmi pomalu. Cesta od hudebních nápadů k zápisu na notový papír trvala dlouho a pak následovala další nekonečná cesta za dokonalým vyjádřením hudební myšlenky. Například árie Leonory Komm, Hoffnung má ve skicáři osmnáct různých začátků. V polovině roku 1805 byla opera dokončena a koncem léta 1805 začaly v divadle zkoušky. Premiéra se pak uskutečnila po několikerých odkladech a zásahu cenzury 20. listopadu 1805 v divadle Na Vídeňce.

### Úpravy a další verze
I když skladatel operu pojmenoval jako Leonora, konala se premiéra tříaktové první verze s titulem Fidelio oder Die eheliche Liebe. Nový titul si vedení divadla vynutilo z obavy před záměnou s Paërovou operou. Hrála se s předehrou č. 2 a pod taktovkou Ignaze von Seyfried. Opera propadla a po dvou reprizách byla stažena z repertoáru.
V souladu s původními záměry Beethovena byla pak přejmenována na Leonora a na naléhání přátel skladatel provedl několik úprav. Operu zkrátil do verze o dvou dějstvích, Roccova árie o zlatě a melodram Rocca a Leonory byly vynechány a řada čísel byla zkrácena. Druhá verze byla hrána s předehrou č. 3 pod názvem Leonore oder Der Triumph der ehelichen Liebe (Leonora nebo Triumf manželské lásky). Premiéru měla 29. března 1806 rovněž v divadle Na Vídeňce. Opera však neměla očekávaný úspěch a navíc se Beethoven pohádal s baronem von Braunem o výši podílu na čistém příjmu ze vstupného a po první reprize 10. 4. 1806 si partituru odnesl domů. Tam ji měl uloženou až do roku 1814.
Začátkem roku 1814 požádali tři pěvci z divadla U Korutanské brány Beethovena, aby svolil k provedení Fidelia na jejich benefičním představení. Skladatel souhlasil, ovšem s tím, že partituru znovu přepracuje. Nové libreto dostal koncem března 1814. Vytvořil je Georg Friedrich Treitschke (1776–1842), který upravil původní Sonnleithnerův a Breuningův text. Vrácena byla Roccova árie o zlatě z první verze 1805 a Florestanovu árii Treitschke na skladatelovo přání rozšířil o vizi nadcházející svobody. Děj se stal napínavějším, tragické osudy hlavních postav byly zesíleny a změněna byla také finále obou dějství. Základní myšlenka díla, totiž Leonořin šlechetný čin, byla tím povýšena na porážku tyranie a celého jejího systému. O velkém skladatelově úsilí při práci na této třetí verzi opery svědčí jeho dvacetpětistránkový skicář. Premiéra třetí verze, přejmenované opět na Fidelio, se konala 23. května 1814 v divadle U Korutanské brány. Předehru do premiéry skladatel nestihl dokončit, proto byla opera hrána s předehrou k jeho baletu Stvoření Prométheovo, opus 44 z roku 1801. Podle jiných zdrojů byla tehdy hrána Beethovenova předehra ke hře Ruinen von Athen.
Při repríze o tři dny později, 26. května 1814, se opera hrála již s novou předehrou Fidelio-Ouvertüre. Na programu k představení (Theaterzettel) bylo napsáno, že při tomto představení bude poprvé hrána nová předehra, která chyběla při premiéře.

### Libretisté

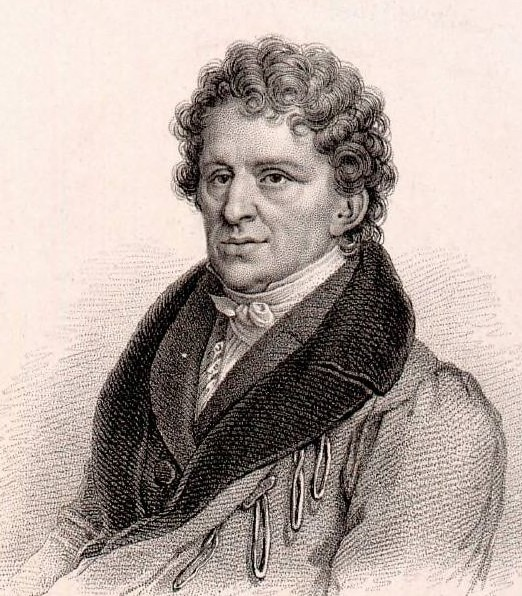
Jean Nicolas Bouilly, literární předloha
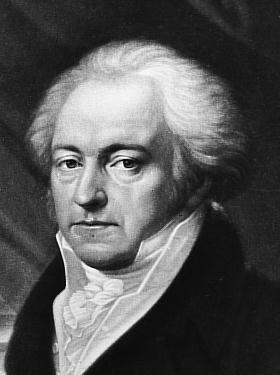
Joseph von Sonnleithner, libreto první verze
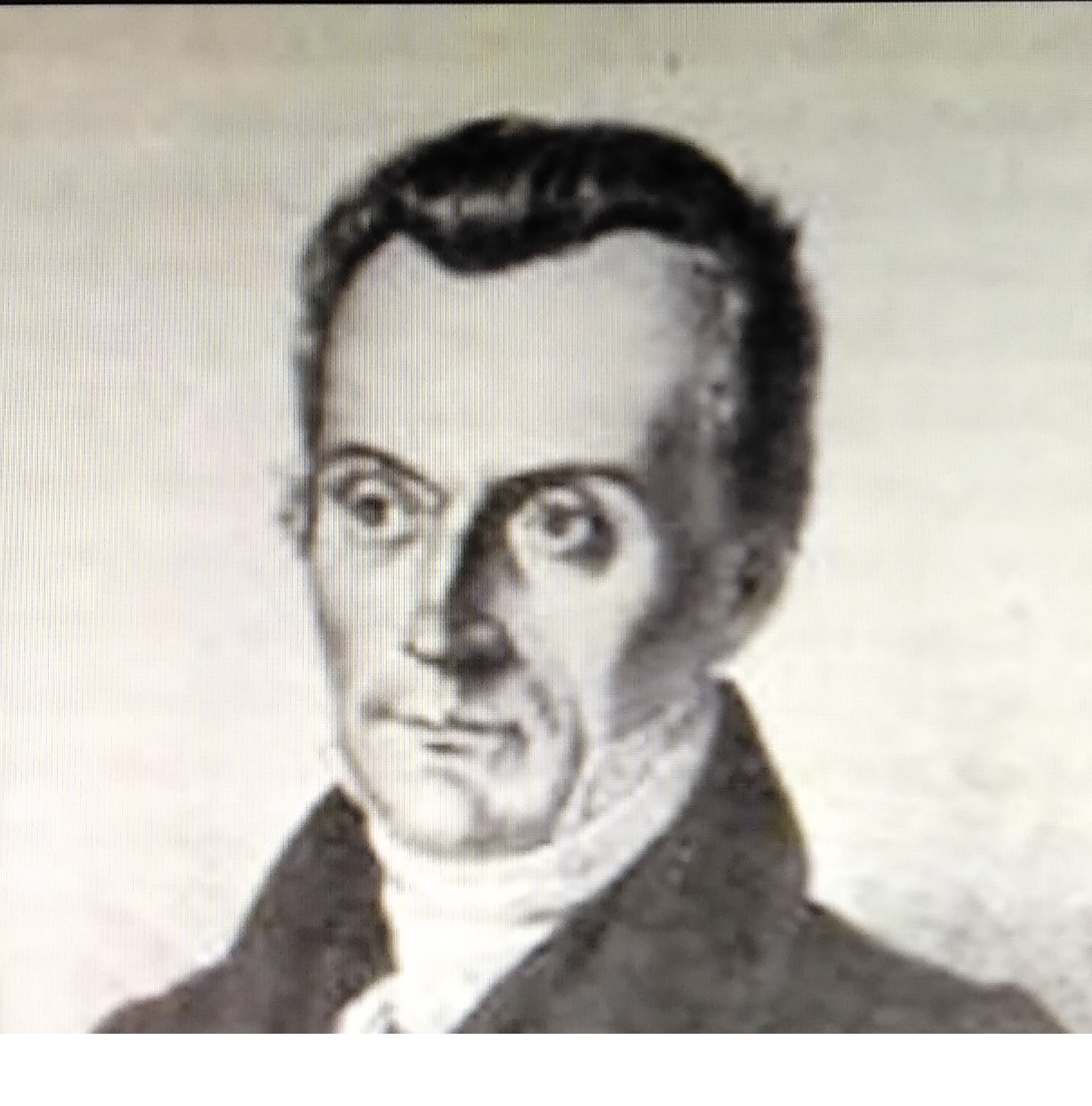
Stephan von Breuning, libreto druhé verze
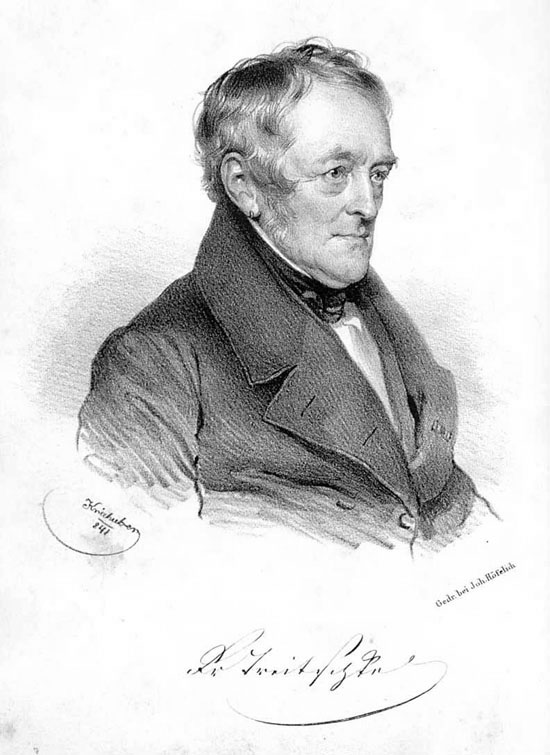
Georg Friedrich Treitscke, libreto finální verze

### Předehry
Celkem existují čtyři předehry. První z nich pravděpodobně nebyla nikdy hrána. Byla myšlena pro představení v Praze, ke kterému však nedošlo. Druhá se hrála při premiéře první (tříaktové) verze opery. Třetí předehra, die Große Leonoren-Ouvertüre (velká předehra k Leonoře), se jevila Beethovenovi jako příliš rozsáhlá. Na popud Gustava Mahlera je tato předehra již tradičně hrána před posledním obrazem pro vyplnění pauzy před přechodem do finále. Naproti tomu dirigent Ferenc Fricsay ji nechával hrát až na konci opery, jako její dramatický závěr. Čtvrtou předehru, die Fidelio-Ouvertüre (předehra k Fideliu) napsal Beethoven pro konečnou verzi opery a uvádí se jí tedy dnešní Fidelio.
První tři předehry byly Beethovenem označeny jako Leonoren-Ouvertüren (předehry k Leonoře).
- Die Leonoren-Ouvertüre Nr. 1 op. 138. Vznikla 1806/07 pro provedení druhé verze opery v Praze, plánované na rok 1808, ke kterému však nedošlo. Vydalo ji nakladatelství Tobias Hasslinger ve Vídni roku 1838.
- Die Leonoren-Ouvertüre Nr. 2 op. 72a. Vznikla de facto jako první 1804/05 pro původní premiéru opery. Tiskem vyšla poprvé až v Lipsku 1842/43 v nakladatelství Breitkopf & Härtel.
- Die Leonoren-Ouvertüre Nr. 3 op. 72b. Beethoven ji napsal počátkem roku 1806 pro vídeňskou premiéru druhé verze opery. Tiskem vyšla v červenci 1810 v nakladatelství Breitkopf & Härtel. Brzy se stala jedním z nejznámějších Beethovenových děl a byla často hrána na koncertech, protože radikálně překonávala tehdejší hudební měřítka na operní předehry.
- Pro konečnou verzi opery napsal Beethoven 1814 krátkou, čtvrtou předehru Fidelio-Ouvertüre.

### Hudba
Charakter opery je označován za symfonický a Beethovenův přístup k lidskému hlasu za instrumentální. Partitura představuje jakýsi smíšený operní žánr. Opera začíná jako typický singspiel, lehčí formou hudebního dramatu s mluvenými dialogy a komickými prvky. Tento její charakter je obzvláště patrný v prvních scénách, kdy je popisován maloburžoazní svět žalářníka Rocca. Rozhovory však bývají v moderním nastudování často zkráceny.
Árie Rocca, Marzelliny a Jaquina v prvním jednání však naznačují, že o lehký singspiel nepůjde. Znějí spíše zpěvně, jednoduše a zdánlivě vesele. Kvartet, který pak zpívají s Leonorou, je již hudebním vrcholem opery. Doprovod viol a cell účinek tlumeného zpěvu ještě umocňuje. Na jedné straně singspiel, lidově znějící melodie, lyrické výstupy, které vyžadují spíše mozartovskou interpretaci a na straně druhé scény takřka wagnerovské, ve kterých Beethoven své pěvce nikterak nešetří a pro jejichž party je potřeba mít velký dramatický potenciál, obrovský rozsah a volumen. V prvním jednání  je také jedna z nejslavnějších a nejdojemnějších scén opery, totiž vězeňský sbor.
Ve scéně, ve které Fidelio a Rocco vykopávají Florestanovi hrob, jejich rozhovor orchestr hudebně podmalovává a tím jej současně vysvětluje. Tato forma se nazývá melodram. Hudba, která zaznívá během rozhovoru Leonory a Florestana, je zřetelně ovlivněna Beethovenovým symfonickým duchem, přičemž bere málo ohledů na osobitost lidského hlasu. To občas způsobuje zpěvákům velké obtíže. Hudební podbarvení dialogů je po počátečních scénách stále pronikavější a vzrušenější, zejména v arii Pizarra o pomstě. Charakter Pizzara je zde trefně charakterizován ostrými rytmickými kontrasty, disonantními akordy a překvapivými modulacemi. Od této árie, která následuje po idylickém tercetu (skladba pro tři sólové hlasy) Rocca, Marceliny a Leonory, se už jakákoli lehkost, nezávazný tón opery vytratí a následuje tragicko-heroický styl. Oběma velkým áriím, Leonory v prvním jednání a Florestana ve druhém jednání předcházejí delší recitativy.
Za zmínku stojí i začlenění kontrafagotu do operního orchestru. Přebírá zde i sólové úlohy (hrobový duet).
Nedlouho po skončení druhé světové války a po pádu nacismu poznamenal dirigent Wilhelm Furtwängler v Salcburku (1948): Manželská láska Leonory se jeví modernímu člověku vyzbrojenému realismem a psychologií, nenapravitelně abstraktní a teoretickou .... Nyní, když politické události v Německu vrátily pojetí lidské důstojnosti a svobody svůj původní význam, je to právě tato opera, která nám díky Beethovenově hudbě dává útěchu a odvahu ... Jistě, Fidelio není operou v tom smyslu, jak jsme na ni zvyklí, a ani Beethoven není skladatelem hudby pro divadlo nebo dramaturgem. On je o hodně víc, je komplexním hudebníkem a nadto i světcem a vizionářem. To, co nás znepokojuje, není fyzický dopad, ani skutečnost uvěznění. Každý film by mohl vytvořit stejný efekt. Ne, tady je to hudba, je to samotný Beethoven. Právě tato nostalgie po svobodě to je to, co nás přivádí k slzám. Jeho Fidelio je víc mší než operou. City, které vyjadřuje, pocházejí ze sféry posvátné a hlásají náboženství humanity, které nám nikdy nepřipadalo tak krásné a potřebné, jako právě dnes, po tom všem co jsme prožili. Právě toto je podstatou nevšední síly této jedinečné opery.... Bez ohledu na jakýkoli historický kontext ... horoucí poselství Fidelia se nás hluboce dotýká. Uvědomujeme si, že pro nás Evropany, i pro všechny ostatní, bude tato hudba provždy zosobněním apelu na naše svědomí.

## Osoby a první obsazení
| osoba                                 | hlasový obor                           | obsazení při premiéře 20. listopadu 1805 (dirigent Ignaz von Seyfried) | obsazení při premiéře konečné verze 23. května 1814 (dirigent Michael Umlauf) |
| ------------------------------------- | -------------------------------------- | ---------------------------------------------------------------------- | ----------------------------------------------------------------------------- |
| Florestan, vězeň                      | Tenor                                  | Carl Demmer                                                            | Julius Radichi                                                                |
| Leonora, jeho choť                    | Soprán                                 | Anna Milder                                                            | Anna Milder-Hauptmann                                                         |
| Rocco, žalářník                       | Bas                                    | Joseph Rothe                                                           | Carl Weinmüller                                                               |
| Marzellina, jeho dcera                | Soprán                                 | Louise Müller                                                          | Anna Bondra                                                                   |
| Jaquino, vrátný                       | Tenor                                  | Joseph Caché                                                           | Joseph Frühwald                                                               |
| Don Pizarro, guvernér státního vězení | Basbaryton                             | Sebastian Mayer                                                        | Johann Michael Vogl                                                           |
| Don Fernando, ministr                 | Bas                                    | Johann Michael Weinkopf                                                | Ignaz Saal                                                                    |
| Dva vězňové                           | Tenor a bas                            | Neznámé                                                                | Neznámé                                                                       |
| Vojáci, vězňové, občané města         |                                        |                                                                        |                                                                               |
| Místo děje                            | Španělské státní vězení poblíž Sevilly | Španělské státní vězení poblíž Sevilly                                 | Španělské státní vězení poblíž Sevilly                                        |

Obsazení při premiéře druhé verze dne 29. března 1806 bylo stejné jako při první verzi 20. listopadu 1805, pouze roli Florestana ztělesnil Joseph August Röckel. Stejně i při jediné repríze 10. dubna 1806.

## Děj opery
Děj se odehrává koncem osmnáctého století ve španělském státním vězení poblíž Sevilly v době španělského krále Karla III.

### První dějství
Na nádvoří státní věznice před bytem žalářníkovým se hašteří hezká dcera žalářníkova Marcelina s vrátným Jaquinem, Dříve ho měla ráda, ale od půl roku, co nastoupil do služby u žalářníka Rocca mladý Fidelio, nechce o něm už vědět. Není divu, že se jí Fidelio líbí, je mladý, hezký jako panenka, ochotný a poslušný. Proto si získal i přízeň Rocca, který mu dokonce je ochoten dát Marcelinu za manželku. Jenže Fidelio z toho nemá vůbec radost, ani když mu Rocco ukazuje Marcelinino velké věno. Vyprošuje si jen dovolení, aby směl místo Rocca donášet stravu vězňům. Rocco, starý a unavený, chce napřed požádat guvernéra věznice Pizzara o dovolení. Zatím však má guvernér důležitější věci na starosti. Dostal varovný dopis, že co nevidět přibude na prohlídku věznice sám státní ministr. Pizzario, jenž neoprávněně již dva roky vězní v nejhlubší cele svého osobního nepřítele Florestana, o kterém se ministr domnívá, že je již dávno mrtev, rozhoduje se k rychlému odstranění nepohodlného vězně vraždou. Ví, že se při tom neobejde bez pomoci Roccovy, snaží se Rocca proto k hanebnému činu přemluvit i uplatit, ale marně. Přikazuje mu alespoň vykopat hrob přímo ve Florestanově cele v místě staré cisterny. Vraždu hodlá provést pak sám. Smlouvání Pizzara s Roccem vyslechl tajně Fidelio a velkým vzrušeným monologem, ve kterém prozradí, že pátrá po jednom z vězňů, odsuzuje Pizzarovo bídáctví. Na to vyprosí u Rocca pro vězně malé ulehčení – alespoň krátký pobyt na vzduchu, pod jasným sluncem. Bledí, vychrtlí, vycházejí vězňové na vězeňský dvůr a do sadu, ale po chvíli, jakmile je zahlédne Pizzaro, musí být hnáni zpět. Jen odkaz na slavnostní den králova svátku Rocca zachrání před Pizzarovým vztekem. Rocco dosahuje i Pizzarova souhlasu, aby mu Fidelio směl pomoci s vykopáním hrobu. Fidelio je vzrušen; mezi vězni nepoznal žádnou známou tvář. Bude snad tajemný vězeň z nejhlubší kobky, týraný hladem už dva roky a nyní odsouzený k smrti, ten, kterého hledá?

### Druhé dějství
V úplné tmě a vlhku hluboké kobky naříká jakýsi stín na své utrpení. Zmožen hladem usne, právě když vchází Rocco se svým rozechvělým pomocníkem, Fideliem. Oba začnou kopat hrob při slabém svitu lampy, která nedovoluje rozeznat tvář vězně. Teprve když hluk vězně probudil ze mdlobného spánku, poznává Fidelio, že vězeň je skutečně onen muž, po kterém pátrá a kvůli němuž vstoupil do služeb Roccových. Vyprošuje mu od Rocca trochu vína a kousek chleba. Vděčný Florestan vzkazuje své pozdravy do Sevilly své choti Leonoře. Konečně je hrob vykopán a Rocco dává znamení Pizzarovi, aby vstoupil. Pizzaro, zahalen do pláště, zuřivý nenávistí k tomu, kdo chtěl kdysi odhalit jeho bídácké činy, odkrývá zpupně svou tvář. Když Florestan ani teď, ač zbídačelý a ubohý, před ním necouvá a zahrne jej svým opovržením, napřahuje naň Pizzaro svou dýku. Vtom však vrhne se ze svého úkrytu Fidelio, zadrží Pizzarovu ruku, vyhrožuje mu revolverem a prohlásí se za Leonoru, Florestanovu choť. v okamžiku největšího napětí zazní hlahol trub na znamení, že do pevnosti přišel státní ministr. Florestan s Leonorou osamějí v kobce ve chvíli horoucího štěstí.

### Proměna
Jasné slunce září na zámecké náměstí, kde lid očekává vězně, propuštěné na ministrův rozkaz z vězení. Přichází i Florestan s Leonorou a ministr s dojetím vítá známého bojovníka za pravdu i vzácnou jeho ženu, statečnou Leonoru. Káže spoutat Pizzara a kyne Leonoře, aby sama sňala Florestanova pouta. Leonora spojí ještě též ruce Marceliny a Jaquina, oddává se pak svému štěstí po boku Florestana, uprostřed jásajícího lidu, který velebí její obětavost.

## Inscenační historie

### Premiéry a významná představení
Premiéra první verze se konala 20. listopadu 1805 v divadle Na Vídeňce. Druhá verze měla premiéru ve stejném divadle dne 29. března 1806. Konečná verze pak měla premiéru 23. května 1814 ve vídeňském divadle U Korutanské brány. Premiéra první verze se u obecenstva setkala jen s vlažným přijetím a teprve třetí verze opery byla úspěšná. K rychlému rozšíření opery v zahraničí přispěla německá sopranistka Wilhelmine Schröder-Devrient, která v roce 1822 převzala roli Leonory. Tou dopomohla Richardu Wagnerovi k takovému zážitku z poslechu opery, že mu podle jeho vlastních slov výrazně přispěla v dalším uměleckém vývoji.
Celé dílo bylo publikováno až roku 1826 a všechny tři verze jsou známé jako Beethovenův Opus 72.
První představení mimo Vídeň se uskutečnilo 21. listopadu 1814 v Praze s obnovením ve Vídni 3. listopadu 1822. Dále následovaly Riga (1818), Petrohrad (1819), Paříž (1829), Londýn (1832), Moskva (1842), Marseille 1844), New York (1856), Řím (1886),Turín (1927), Madrid (1893), Katalánsko (1921), Milano (1927).
Ve dvouaktové verzi byla opera představena v Londýně 18. května 1832 v Divadle Jejího Veličenstva a v New Yorku 9. září 1839 v divadle Park Theatre.
Významné datum inscenační historie je inscenace Gustava Mahlera v roce 1904, který založil tradici, podle níž se hraje předehra číslo tři před posledním obrazem opery pro vyplnění pauzy před přechodem do finále.
Fidelio byl prvním kompletním operním projektem Artura Toscaniniho, který byl v prosinci 1944 vysílán v USA přes NBC Symphony Orchestra, se sólisty z Metropolitní opery. Později byl vydán hudebním vydavatelstvím RCA Victor na LP a CD.

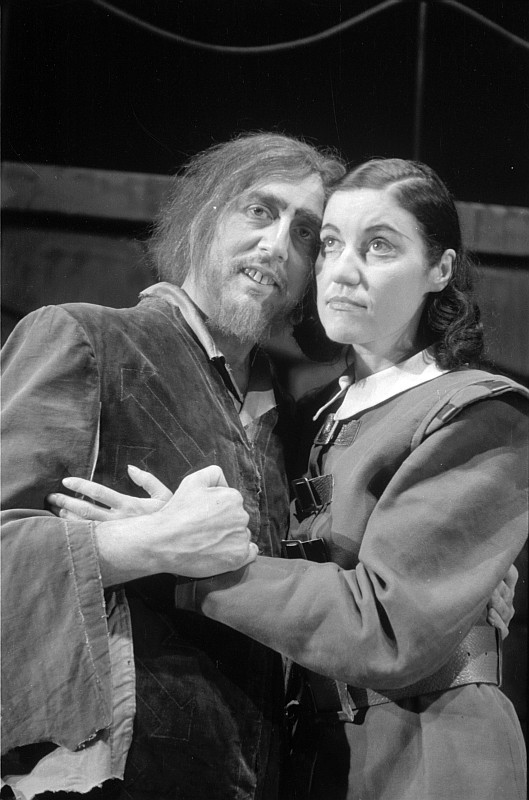
Florestan (Günther Treptow) a Leonore (Karina Kutz); září 1945, Deutsche Oper Berlin

Fidelio byla také první opera provedená v Berlíně po skončení druhé světové války. Deutsche Oper ji v září 1945 uvedla pod vedením Roberta Hegera v tehdy jediném nepoškozeném divadle Theater des Westens. V té době spisovatel Thomas Mann poznamenal: Kolik apatie bylo potřeba [mezi hudebníky a diváky], aby poslouchali Fidelia v Himmlerovském Německu, aniž by si zakryli tváře a utekli ze sálu!
Dne 5. listopadu 1955 byla po desetileté poválečné rekonstrukci slavnostně otevřena Vídeňská státní opera. Bylo to symbolicky k odsunu vojsk USA, Velké Británie, Francie a Sovětského svazu a k završení obnovy suverenity Rakouska v květnu 1955. Na programu byla osvobozovací opera Fidelio, dirigoval Karl Böhm. Rakouská státní televize ORF vysílala toto zahajovací představení jako jeden ze svých prvních přímých přenosů.
Premiéra Fidelia v Semperoper v Drážďanech se konala za režie Christine Mielitz dne 7. října 1989 při příležitosti čtyřicátého (a posledního) výročí založení Německé demokratické republiky. Představení se časově překrývalo s demonstracemi na hlavním vlakovém nádraží. Potlesk po Vězeňském sboru na dlouhou dobu představení přerušil, protože se v jeho závěru objevili členové sboru na jevišti v běžném oblečení, jakoby právě z této demonstrace přišli. O čtyři týdny později, dne 9. listopadu 1989, pád Berlínské zdi signalizoval konec režimu východního Německa.

### Inscenace v Českých zemích
V Česku byla německá premiéra druhé verze 24.11.1814 ve Stavovském divadle a nastudoval ji Carl Maria von Weber. Po českém překladu a rukopisných úpravách ji pak provedl Bedřich Smetana 21. ledna 1870 v Prozatímním divadle v Praze.
V Národním divadle se opera poprvé objevila 2. prosince 1887 pod taktovkou Adolfa Čecha. Následovala řada nových nastudování (všechna v češtině) v letech 1900, 1906, 1913. 1917, 1921, 1935, 1944, 1946, 1951, 1952, 1965, 1968, 1976 a 1988. Poslední inscenace Národního divadla se konala 10. listopadu 1989 v nastudování Zdeňka Košlera. V Novém německém divadle v Praze se opera hrála v letech 1888, 1911, 1923, 1925 a 1932.
K dalšímu provedení Beethovenovy opery v Praze došlo 9. 10. 1993 ve Státní opeře Praha v nastudování hostujícím rakouským dirigentem Peterem Schottnerem. Tehdy ale pod názvem Leonora, aby bylo zdůrazněno, že jde o původní verzi z roku 1805. Zatím poslední provedení Fidelia mělo premiéry ve Stavovském divadle v Praze 22. a 23. 9. 2018.
Opera se také hrála v Národním divadle Brno v letech 1927, 1935, 1953, 1967, 1976 a 2002.
Opera se také hrála v Národním divadle Moravskoslezském v letech 1925, 1936, 1951, 1952, 1964, 1971 a 1990.

## Nahrávky (výběr)
- Kirsten Flagstad (Leonore), René Maison (Florestan), Julius Huehn (Pizarro), Alexander Kipnis (Rocco) a další, sbor a orchester Metropolitan Opera New York. Dirigent: Bruno Walter, 1942 (Naxos 8.110054-55)
- Christa Ludwig (Leonore), Jon Vickers (Florestan), Walter Berry (Pizarro), Gottlob Frick (Rocco) a další, Philharmonia sbor & orchestr, dirigent: Otto Klemperer, 1962 & 1964 (EMI)
- Leonie Rysanek (Leonore), Ernst Haefliger (Florestan), Dietrich Fischer-Dieskau (Pizarro), Gottlob Frick (Rocco) a další, sbor a orchester Bavorské státní opery (der Bayerischen Staatsoper). Dirigent: Ferenc Fricsay, 1963 (DGG)
- Gundula Janowitz (Leonore), René Kollo (Florestan), Lucia Popp (Marzelline), Hans Sotin (Pizarro), Dietrich Fischer-Dieskau (Don Fernando), Manfred Jungwirth (Rocco), Adolf Dallapozza (Jaquino), Vídeňská filharmonie, Dirigent: Leonard Bernstein, 1976 (Deutsche Grammophon LP 2709 082)
- Helena Braun (Leonore), Julius Patzak (Florestan), Ferdinand Frantz (Pizarro), Josef Greindl (Rocco), Karl Schmitt-Walter (Don Fernando) a další. Sbor a symfonický orchestr Bavorského rozhlasu (Sinfonieorchester des Bayerischen Rundfunks). Dirigent: Eugen Jochum, 2004 (WALHALL) a 2005 (Cantus Classics)

## Filmografie
- 1956: Fidelio
- Fidelio (1990) TV film

### DVD & BLU-RAY
- Fidelio (Deutsche Oper, Berlin, 1963) - Walter Berry/James King (tenore)/Christa Ludwig/Josef Greindl, Arthaus Musik/Naxos
- Fidelio (Deutsche Oper Berlin, 1969) - Karl Böhm/Gwyneth Jones/James King/Gustav Neidlinger, Deutsche Grammophon
- Fidelio - Leonard Bernstein/Gundula Janowitz/René Kollo/Lucia Popp, 1978 Deutsche Grammophon
- Fidelio (Glyndebourne, 1979) - Elisabeth Söderström/Bernard Haitink, regia Peter Hall, Arthaus Musik/Naxos
- Fidelio (Royal Opera House, 1991) - Robert Lloyd/Christoph von Dohnányi, Arthaus Musik/Naxos
- Fidelio - James Levine/Karita Mattila/Ben Heppner/Robert Lloyd, 2003 Deutsche Grammophon
- Fidelio (Zurich Opera, 2008) - Lucio Gallo/Bernard Haitink, Opus Arte/Naxos